# Сенявские
Сенявские (пол. Sieniawski) — польский магнатский род герба Лелива, владевший местечком Сенява в Галиции.
Начиная с XVI века Сенявские играли видную роль в управлении Речью Посполитой, занимали должности гетманов, воевод и кастелянов. Родовой резиденцией служил Бережанский замок. После угасания рода со смертью А. Н. Сенявского (1726) их владения (включая львовский арсенал Сенявских) унаследовали Чарторыйские.

## Известные представители рода
- Сенявский, Николай (ок.1489—1569), польный гетман коронный (с 1539) Великий гетман коронный (с 1561)
  - Сенявский, Николай, сын предыдущего († 1587) — польный гетман коронный (с 1569), кастелян каменецкий (с 1576)
- Сенявский, Николай Иероним (1645—1683) — воевода волынский (с 1680), польный гетман коронный (с 1682), рогатинский староста.
  - Сенявский, Адам Николай, сын предыдущего (ок. 1666—1726) — белзский воевода (с 1692), польный гетман коронный (с 1702), Великий гетман коронный (с 1706), краковський кастелян (с 1710).